# Premio de la combatividad en el Giro de Italia
El premio de la combatividad al Giro de Italia fue instaurada el 2001, siendo una de las clasificaciones secundarias del Giro de Italia. Es una clasificación que tiene en cuenta todos los resultados de todas las clasificaciones de la carrera.
La clasificación no tiene ningún maillot distintivo. Se otorgan diferentes puntos a los finales de etapa, a las metas volantes y a los pasos de montaña puntuables. Al final del Giro, el ciclista que obtiene más puntos se lo denominó Super Combattivo.

## Palmarés
| Año  | Ciclista             | Equipo                              | Puntos | Otros maillots   |
| ---- | -------------------- | ----------------------------------- | ------ | ---------------- |
| 2001 | Massimo Strazzer     | Mobilvetta Design-Formaggi Trentini | 63     | Puntos Intergiro |
| 2002 | Massimo Strazzer     | Phonak Hearing Systems              | 74     | Intergiro        |
| 2003 | Freddy González      | Colombia-Selle Italia               | 51     | Montaña          |
| 2004 | Alessandro Petacchi  | Fassa Bortolo                       | 59     | Puntos           |
| 2005 | José Rujano          | Selle Italia-Colombia               | 70     | Montaña          |
| 2006 | Paolo Bettini        | Quick Step-Innergetic               | 49     | Puntos           |
| 2007 | Leonardo Piepoli     | Saunier Duval-Prodir                | 39     | Montaña          |
| 2008 | Emanuele Sella       | CSF Group-Navigare                  | 75     | Montaña          |
| 2009 | Stefano Garzelli     | Acqua & Sapone-Caffè Mokambo        | 45     | Montaña          |
| 2010 | Matthew Lloyd        | Omega Pharma-Lotto                  | 38     | Montaña          |
| 2011 | Stefano Garzelli     | Acqua & Sapone                      | 39     | Montaña          |
| 2012 | Mark Cavendish       | Team Sky                            | 44     | -                |
| 2013 | Mark Cavendish       | Omega Pharma-Quick Step             | 49     | Puntos           |
| 2014 | Julián Arredondo     | Trek Factory Racing                 | 37     | Montaña          |
| 2015 | Philippe Gilbert     | BMC Racing Team                     | 42     | -                |
| 2016 | Matteo Trentin       | Etixx-Quick Step                    | 50     | -                |
| 2017 | Mikel Landa          | Team Sky                            | 60     | Montaña          |
| 2018 | Davide Ballerini     | Androni Giocattoli-Sidermec         | 67     | -                |
| 2019 | Fausto Masnada       | Androni Giocattoli-Sidermec         | 74     | -                |
| 2020 | Thomas de Gendt      | Lotto-Soudal                        | 55     | -                |
| 2021 | Dries De Bondt       | Alpecin-Fenix                       | 53     | -                |
| 2022 | Mathieu van der Poel | Alpecin-Fenix                       |        | -                |
| 2023 | Derek Gee            | Israel-Premier Tech                 |        | -                |
| 2024 | Julian Alaphilippe   | Soudal Quick-Step                   |        | -                |
| 2025 | Lorenzo Fortunato    | XDS Astana Team                     |        | Montaña          |